# Herbulotina grandis
Herbulotina grandis is een vlinder uit de familie spanners (Geometridae). De wetenschappelijke naam is voor het eerst geldig gepubliceerd in 1914 door Prout.
De soort komt voor in Europa.